# Gabrielle Ferrières
Pour les articles homonymes, voir Ferrières.
Gabrielle Ferrières, née Gabrielle Cavaillès le 12 août 1901, et décédée le 13 décembre 2001, est une résistante française, membre du réseau Libération-Nord. Elle devient membre à la fin de la guerre de l'Amicale des prisonnières de la Résistance, à l'origine de l'Association nationale des anciennes déportées et internées de la Résistance dont elle a été secrétaire générale de 1949 à 1953/1955,. Elle est l'une des premières écoutantes de SOS Amitié.

## Biographie
Gabrielle Ferrières, sœur aînée de Jean Cavaillès, grandit comme lui dans la tradition calviniste. Parmi ses ancêtres se trouvent Marie Durand (1711-1776), une protestante du XVIIIe siècle qui passa vingt-sept ans enfermée à cause de sa foi à la prison de Aigues-Mortes. Son père est officier. Elle suit une formation de musicienne à la Schola Cantorum, alors dirigée par Vincent d'Indy, et devient pianiste.
Le 15 juillet 1926, elle épouse le polytechnicien Marcel Ferrières. 
En 1940 : « Je suis entrée dans la Résistance dès l'arrivée des Allemands à Paris. Je n'avais aucune formation politique particulière. Mon père étant officier nous a appris, dès l'enfance, à aimer notre pays et toute notre éducation a été empreinte de patriotisme » (témoignage, le 29 avril 1999).
En avril 1942, son frère l'entraine dans la création du réseau Cohors au sein du mouvement de résistance Libération-Nord.
Trahie, elle est arrêtée à Paris le 28 août 1943 en compagnie de son mari et de son frère. Elle est conduite à l'hôtel Cayré, boulevard Raspail, où se trouve une salle d'interrogatoire et de torture de la Gestapo parisienne. Ils sont ensuite conduits tous les trois à Fresnes, où Gabrielle restera cinq mois avant d'être libérée, alors que Marcel Ferrières est déporté à Buchenwald.
Ce n'est qu'à la fin de juin 1945 que le ministre de la Guerre l'informe que Jean Cavaillès a été condamné à mort par le tribunal militaire d'Arras le 4 avril 1944 et exécuté le jour même.
Elle contribue, avec Irène Delmas et Jacqueline Mella à l'aménagement des quatre étages de la rue Guynemer réquisitionnés pour les déportées qui allaient rentrer. Elle participe ainsi à la création de l'Amicale des prisonnières de la Résistance qui devient Association nationale des anciennes déportées et internées de la Résistance (ADIR).
Elle en devient la secrétaire générale de 1949 à 1953/1955. En 1950, paraît son premier livre, qui est une biographie de Jean Cavaillès, résistant « dont elle fait revivre la personnalité exceptionnelle de philosophe et de mathématicien, à la recherche de l'essence des idées ».
Elle crée, en 1951, la Société des Amis de l'ADIR, dont le premier président est son ami Alexandre Parodi. Elle participe, avec Irène Delmas, à l'organisation de la construction de trente-cinq logements que la Ville de Paris avait accepté de réserver à des déportées dans les nouveaux HLM de la rue Daviel, dans le XIIIe arrondissement. Elle devient vice-présidente de l'ADIR, fonction qu'elle gardera jusqu'à l'âge de quatre vingt quatorze ans.
Vers 1968, Gabrielle Ferrières devient « écoutante » à SOS Amitié.

## Distinction
- Médaille de la Résistance française (24 avril 1946)[10]

## Œuvres
- Gabrielle Ferrières, Jean Cavaillès. Philosophe et combattant 1903-1944, suivi par une étude de son œuvre par Gaston Bachelard), P.U.F., 1950, 235 p.
- Gabrielle Ferrières (préface Jacques Bouveresse, postface Gaston Bachelard), Jean Cavaillès : Un philosophe dans la guerre, 1903-1944, éd. Le Félin, coll. « Résistance », mai 2003, 4e éd. (1re éd. 1950) (ISBN 978-2-86645-505-7)
- Gabrielle Ferrières, Sauras-tu me reconnaître... : Essai sur la solitude, éd. Lanore Fernand, janvier 1973, 134 p.Prix Amic de l'Académie française en 1974[11]
- Gabrielle Ferrières (préf. André Comte-Sponville), Voix sans visages, éd. Calligrammes, avril 1996, 75 p. (ISBN 978-2-86965-177-7)